# Синайский, Василий Серафимович
Васи́лий Серафи́мович Сина́йский (род. 20 апреля 1947, Абезь, Коми АССР) — советский и российский дирижёр, пианист. Народный артист Латвийской ССР (1981)

## Биография
Родился в Абезьском лагере, где его родители отбывали заключение (отец Синайского был репрессирован как сын священнослужителя). Провёл детство на Севере, пока в 1950-е годы родители не получили разрешения вернуться в Ленинград.
Учился в Ленинградской консерватории у Ильи Мусина. Начинал как дирижёр ассистентом Кирилла Кондрашина в симфоническом оркестре Московской филармонии. В 1973 выиграл золотую медаль на конкурсе Караяна в Берлине.
В 1989—1990 возглавлял Государственный малый симфонический оркестр СССР, в 1990—1991 — Симфонический оркестр Белградской филармонии. В 1991—1996 — музыкальный директор и главный дирижёр симфонического оркестра Московской филармонии. Главный дирижёр симфонического оркестра Латвии, главный приглашенный дирижёр симфонического оркестра Нидерландов, с 1996 — главный приглашённый дирижёр симфонического оркестра Би-Би-Си.
В 2000—2002 годах — музыкальный директор Государственного симфонического оркестра России. В 2004—2005 выступал с Лондонским симфоническим оркестром. Работал также с Бирмингемским симфоническим оркестром, Шотландскими Королевским, Симфоническим и Камерным оркестрами, Роттердамским, Дрезденским и Чешским филармоническими оркестрами, оркестрами радио Финляндии и Франкфурта, симфоническими коллективами Детройта и Атланты. Выступает также как оперный дирижёр. Многократно выступал в Большом театре, Латвийском Государственном оперном театре, участвовал в постановке «Пиковой дамы» с Юрием Любимовым в Дрездене, Берлине и Карлсруэ. C 2007 — главный дирижёр Симфонического оркестра Мальмё.
С 2010 по 2013 год занимал пост главного дирижёра Большого театра.
Живёт в Амстердаме.

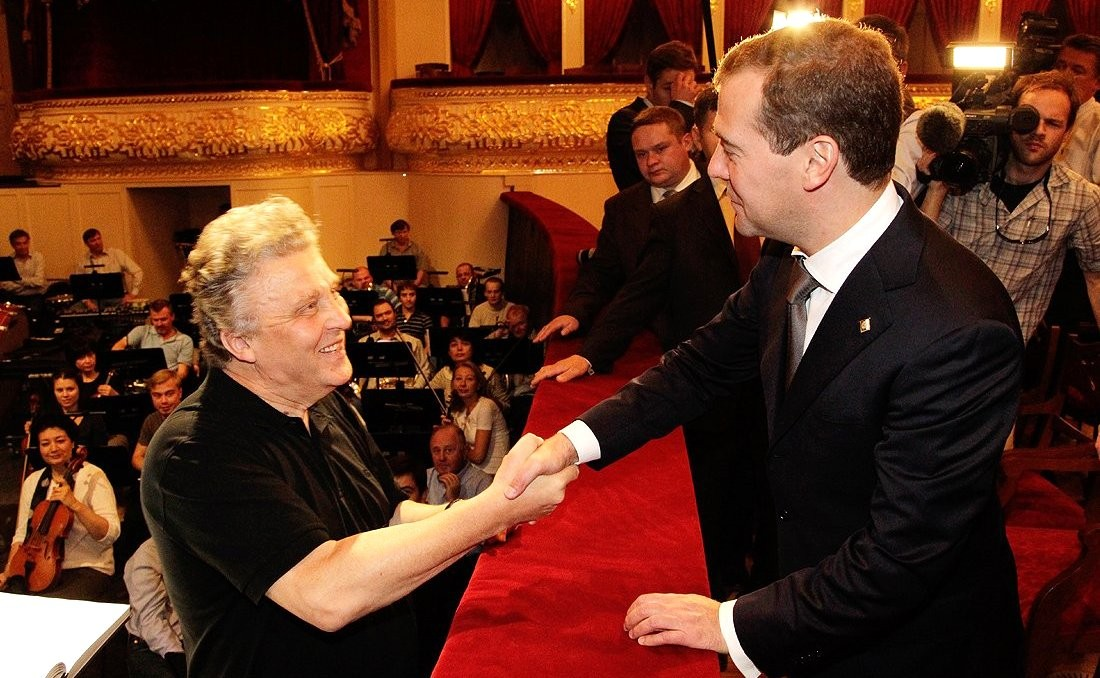
Президент РФ Д. Медведев и дирижер В. Синайский на репетиции в Большом Театре

Среди осуществлённых записей — произведения Антона Аренского, Милия Балакирева, Михаила Глинки, Яниса Ивановса, Анатолия Лядова, Сергея Ляпунова, Сергея Рахманинова, Николая Римского-Корсакова, Петра Чайковского, Франца Шмидта, Франца Шрекера, Родиона Щедрина.

## Награды
- Народный артист Латвийской ССР (1981 год)
- Благодарность Президента Российской Федерации (17 декабря 2011 года) — за большой вклад в реконструкцию, реставрацию, техническое оснащение и торжественное открытие федерального государственного бюджетного учреждения культуры «Государственный академический Большой театр России»[4]